# Familia Cortés de Monroy
La familia Cortés de Monroy o Cortés-Monroy es una antigua familia criolla de origen noble española.

## Orígenes
Asentada en 1557 durante el dominio español sobre Chile en el entonces San Bartolomé de La Serena, cuyos miembros fueron importantes hacendados, militares y gobernantes coloniales, con importante participación en la conquista de Chile y Argentina y la guerra de Arauco.
Pioneros en la elaboración del pisco y vino de Chile además de ser los principales terratenientes del sector costero del Valle de Limarí desde principios del siglo XVI hasta fines del siglo XIX y tronco de una de las más importantes familias chilenas del Norte Chico, en el Chile colonial, obtuvieron el marquesado de Piedra Blanca de Guana.